# (30049) Violamocz
(30049) Violamocz est un astéroïde de la ceinture principale d'astéroïdes.

## Description
(30049) Violamocz est un astéroïde de la ceinture principale d'astéroïdes. Il fut découvert le 8 mars 2000 à Socorro (Nouveau-Mexique) par le projet LINEAR. Il présente une orbite caractérisée par un demi-grand axe de 2,46 UA, une excentricité de 0,18 et une inclinaison de 4,9° par rapport à l'écliptique.

## Compléments